# Карлсбадська структура (шахи)
|   | a | b | c | d | e | f | g | h |   |
| 8 | a7 чорний пішак · b7 чорний пішак · f7 чорний пішак · g7 чорний пішак · h7 чорний пішак · c6 чорний пішак · d5 чорний пішак · d4 білий пішак · e3 білий пішак · a2 білий пішак · b2 білий пішак · f2 білий пішак · g2 білий пішак · h2 білий пішак | a7 чорний пішак · b7 чорний пішак · f7 чорний пішак · g7 чорний пішак · h7 чорний пішак · c6 чорний пішак · d5 чорний пішак · d4 білий пішак · e3 білий пішак · a2 білий пішак · b2 білий пішак · f2 білий пішак · g2 білий пішак · h2 білий пішак | a7 чорний пішак · b7 чорний пішак · f7 чорний пішак · g7 чорний пішак · h7 чорний пішак · c6 чорний пішак · d5 чорний пішак · d4 білий пішак · e3 білий пішак · a2 білий пішак · b2 білий пішак · f2 білий пішак · g2 білий пішак · h2 білий пішак | a7 чорний пішак · b7 чорний пішак · f7 чорний пішак · g7 чорний пішак · h7 чорний пішак · c6 чорний пішак · d5 чорний пішак · d4 білий пішак · e3 білий пішак · a2 білий пішак · b2 білий пішак · f2 білий пішак · g2 білий пішак · h2 білий пішак | a7 чорний пішак · b7 чорний пішак · f7 чорний пішак · g7 чорний пішак · h7 чорний пішак · c6 чорний пішак · d5 чорний пішак · d4 білий пішак · e3 білий пішак · a2 білий пішак · b2 білий пішак · f2 білий пішак · g2 білий пішак · h2 білий пішак | a7 чорний пішак · b7 чорний пішак · f7 чорний пішак · g7 чорний пішак · h7 чорний пішак · c6 чорний пішак · d5 чорний пішак · d4 білий пішак · e3 білий пішак · a2 білий пішак · b2 білий пішак · f2 білий пішак · g2 білий пішак · h2 білий пішак | a7 чорний пішак · b7 чорний пішак · f7 чорний пішак · g7 чорний пішак · h7 чорний пішак · c6 чорний пішак · d5 чорний пішак · d4 білий пішак · e3 білий пішак · a2 білий пішак · b2 білий пішак · f2 білий пішак · g2 білий пішак · h2 білий пішак | a7 чорний пішак · b7 чорний пішак · f7 чорний пішак · g7 чорний пішак · h7 чорний пішак · c6 чорний пішак · d5 чорний пішак · d4 білий пішак · e3 білий пішак · a2 білий пішак · b2 білий пішак · f2 білий пішак · g2 білий пішак · h2 білий пішак | 8 |
| 7 | a7 чорний пішак · b7 чорний пішак · f7 чорний пішак · g7 чорний пішак · h7 чорний пішак · c6 чорний пішак · d5 чорний пішак · d4 білий пішак · e3 білий пішак · a2 білий пішак · b2 білий пішак · f2 білий пішак · g2 білий пішак · h2 білий пішак | a7 чорний пішак · b7 чорний пішак · f7 чорний пішак · g7 чорний пішак · h7 чорний пішак · c6 чорний пішак · d5 чорний пішак · d4 білий пішак · e3 білий пішак · a2 білий пішак · b2 білий пішак · f2 білий пішак · g2 білий пішак · h2 білий пішак | a7 чорний пішак · b7 чорний пішак · f7 чорний пішак · g7 чорний пішак · h7 чорний пішак · c6 чорний пішак · d5 чорний пішак · d4 білий пішак · e3 білий пішак · a2 білий пішак · b2 білий пішак · f2 білий пішак · g2 білий пішак · h2 білий пішак | a7 чорний пішак · b7 чорний пішак · f7 чорний пішак · g7 чорний пішак · h7 чорний пішак · c6 чорний пішак · d5 чорний пішак · d4 білий пішак · e3 білий пішак · a2 білий пішак · b2 білий пішак · f2 білий пішак · g2 білий пішак · h2 білий пішак | a7 чорний пішак · b7 чорний пішак · f7 чорний пішак · g7 чорний пішак · h7 чорний пішак · c6 чорний пішак · d5 чорний пішак · d4 білий пішак · e3 білий пішак · a2 білий пішак · b2 білий пішак · f2 білий пішак · g2 білий пішак · h2 білий пішак | a7 чорний пішак · b7 чорний пішак · f7 чорний пішак · g7 чорний пішак · h7 чорний пішак · c6 чорний пішак · d5 чорний пішак · d4 білий пішак · e3 білий пішак · a2 білий пішак · b2 білий пішак · f2 білий пішак · g2 білий пішак · h2 білий пішак | a7 чорний пішак · b7 чорний пішак · f7 чорний пішак · g7 чорний пішак · h7 чорний пішак · c6 чорний пішак · d5 чорний пішак · d4 білий пішак · e3 білий пішак · a2 білий пішак · b2 білий пішак · f2 білий пішак · g2 білий пішак · h2 білий пішак | a7 чорний пішак · b7 чорний пішак · f7 чорний пішак · g7 чорний пішак · h7 чорний пішак · c6 чорний пішак · d5 чорний пішак · d4 білий пішак · e3 білий пішак · a2 білий пішак · b2 білий пішак · f2 білий пішак · g2 білий пішак · h2 білий пішак | 7 |
| 6 | a7 чорний пішак · b7 чорний пішак · f7 чорний пішак · g7 чорний пішак · h7 чорний пішак · c6 чорний пішак · d5 чорний пішак · d4 білий пішак · e3 білий пішак · a2 білий пішак · b2 білий пішак · f2 білий пішак · g2 білий пішак · h2 білий пішак | a7 чорний пішак · b7 чорний пішак · f7 чорний пішак · g7 чорний пішак · h7 чорний пішак · c6 чорний пішак · d5 чорний пішак · d4 білий пішак · e3 білий пішак · a2 білий пішак · b2 білий пішак · f2 білий пішак · g2 білий пішак · h2 білий пішак | a7 чорний пішак · b7 чорний пішак · f7 чорний пішак · g7 чорний пішак · h7 чорний пішак · c6 чорний пішак · d5 чорний пішак · d4 білий пішак · e3 білий пішак · a2 білий пішак · b2 білий пішак · f2 білий пішак · g2 білий пішак · h2 білий пішак | a7 чорний пішак · b7 чорний пішак · f7 чорний пішак · g7 чорний пішак · h7 чорний пішак · c6 чорний пішак · d5 чорний пішак · d4 білий пішак · e3 білий пішак · a2 білий пішак · b2 білий пішак · f2 білий пішак · g2 білий пішак · h2 білий пішак | a7 чорний пішак · b7 чорний пішак · f7 чорний пішак · g7 чорний пішак · h7 чорний пішак · c6 чорний пішак · d5 чорний пішак · d4 білий пішак · e3 білий пішак · a2 білий пішак · b2 білий пішак · f2 білий пішак · g2 білий пішак · h2 білий пішак | a7 чорний пішак · b7 чорний пішак · f7 чорний пішак · g7 чорний пішак · h7 чорний пішак · c6 чорний пішак · d5 чорний пішак · d4 білий пішак · e3 білий пішак · a2 білий пішак · b2 білий пішак · f2 білий пішак · g2 білий пішак · h2 білий пішак | a7 чорний пішак · b7 чорний пішак · f7 чорний пішак · g7 чорний пішак · h7 чорний пішак · c6 чорний пішак · d5 чорний пішак · d4 білий пішак · e3 білий пішак · a2 білий пішак · b2 білий пішак · f2 білий пішак · g2 білий пішак · h2 білий пішак | a7 чорний пішак · b7 чорний пішак · f7 чорний пішак · g7 чорний пішак · h7 чорний пішак · c6 чорний пішак · d5 чорний пішак · d4 білий пішак · e3 білий пішак · a2 білий пішак · b2 білий пішак · f2 білий пішак · g2 білий пішак · h2 білий пішак | 6 |
| 5 | a7 чорний пішак · b7 чорний пішак · f7 чорний пішак · g7 чорний пішак · h7 чорний пішак · c6 чорний пішак · d5 чорний пішак · d4 білий пішак · e3 білий пішак · a2 білий пішак · b2 білий пішак · f2 білий пішак · g2 білий пішак · h2 білий пішак | a7 чорний пішак · b7 чорний пішак · f7 чорний пішак · g7 чорний пішак · h7 чорний пішак · c6 чорний пішак · d5 чорний пішак · d4 білий пішак · e3 білий пішак · a2 білий пішак · b2 білий пішак · f2 білий пішак · g2 білий пішак · h2 білий пішак | a7 чорний пішак · b7 чорний пішак · f7 чорний пішак · g7 чорний пішак · h7 чорний пішак · c6 чорний пішак · d5 чорний пішак · d4 білий пішак · e3 білий пішак · a2 білий пішак · b2 білий пішак · f2 білий пішак · g2 білий пішак · h2 білий пішак | a7 чорний пішак · b7 чорний пішак · f7 чорний пішак · g7 чорний пішак · h7 чорний пішак · c6 чорний пішак · d5 чорний пішак · d4 білий пішак · e3 білий пішак · a2 білий пішак · b2 білий пішак · f2 білий пішак · g2 білий пішак · h2 білий пішак | a7 чорний пішак · b7 чорний пішак · f7 чорний пішак · g7 чорний пішак · h7 чорний пішак · c6 чорний пішак · d5 чорний пішак · d4 білий пішак · e3 білий пішак · a2 білий пішак · b2 білий пішак · f2 білий пішак · g2 білий пішак · h2 білий пішак | a7 чорний пішак · b7 чорний пішак · f7 чорний пішак · g7 чорний пішак · h7 чорний пішак · c6 чорний пішак · d5 чорний пішак · d4 білий пішак · e3 білий пішак · a2 білий пішак · b2 білий пішак · f2 білий пішак · g2 білий пішак · h2 білий пішак | a7 чорний пішак · b7 чорний пішак · f7 чорний пішак · g7 чорний пішак · h7 чорний пішак · c6 чорний пішак · d5 чорний пішак · d4 білий пішак · e3 білий пішак · a2 білий пішак · b2 білий пішак · f2 білий пішак · g2 білий пішак · h2 білий пішак | a7 чорний пішак · b7 чорний пішак · f7 чорний пішак · g7 чорний пішак · h7 чорний пішак · c6 чорний пішак · d5 чорний пішак · d4 білий пішак · e3 білий пішак · a2 білий пішак · b2 білий пішак · f2 білий пішак · g2 білий пішак · h2 білий пішак | 5 |
| 4 | a7 чорний пішак · b7 чорний пішак · f7 чорний пішак · g7 чорний пішак · h7 чорний пішак · c6 чорний пішак · d5 чорний пішак · d4 білий пішак · e3 білий пішак · a2 білий пішак · b2 білий пішак · f2 білий пішак · g2 білий пішак · h2 білий пішак | a7 чорний пішак · b7 чорний пішак · f7 чорний пішак · g7 чорний пішак · h7 чорний пішак · c6 чорний пішак · d5 чорний пішак · d4 білий пішак · e3 білий пішак · a2 білий пішак · b2 білий пішак · f2 білий пішак · g2 білий пішак · h2 білий пішак | a7 чорний пішак · b7 чорний пішак · f7 чорний пішак · g7 чорний пішак · h7 чорний пішак · c6 чорний пішак · d5 чорний пішак · d4 білий пішак · e3 білий пішак · a2 білий пішак · b2 білий пішак · f2 білий пішак · g2 білий пішак · h2 білий пішак | a7 чорний пішак · b7 чорний пішак · f7 чорний пішак · g7 чорний пішак · h7 чорний пішак · c6 чорний пішак · d5 чорний пішак · d4 білий пішак · e3 білий пішак · a2 білий пішак · b2 білий пішак · f2 білий пішак · g2 білий пішак · h2 білий пішак | a7 чорний пішак · b7 чорний пішак · f7 чорний пішак · g7 чорний пішак · h7 чорний пішак · c6 чорний пішак · d5 чорний пішак · d4 білий пішак · e3 білий пішак · a2 білий пішак · b2 білий пішак · f2 білий пішак · g2 білий пішак · h2 білий пішак | a7 чорний пішак · b7 чорний пішак · f7 чорний пішак · g7 чорний пішак · h7 чорний пішак · c6 чорний пішак · d5 чорний пішак · d4 білий пішак · e3 білий пішак · a2 білий пішак · b2 білий пішак · f2 білий пішак · g2 білий пішак · h2 білий пішак | a7 чорний пішак · b7 чорний пішак · f7 чорний пішак · g7 чорний пішак · h7 чорний пішак · c6 чорний пішак · d5 чорний пішак · d4 білий пішак · e3 білий пішак · a2 білий пішак · b2 білий пішак · f2 білий пішак · g2 білий пішак · h2 білий пішак | a7 чорний пішак · b7 чорний пішак · f7 чорний пішак · g7 чорний пішак · h7 чорний пішак · c6 чорний пішак · d5 чорний пішак · d4 білий пішак · e3 білий пішак · a2 білий пішак · b2 білий пішак · f2 білий пішак · g2 білий пішак · h2 білий пішак | 4 |
| 3 | a7 чорний пішак · b7 чорний пішак · f7 чорний пішак · g7 чорний пішак · h7 чорний пішак · c6 чорний пішак · d5 чорний пішак · d4 білий пішак · e3 білий пішак · a2 білий пішак · b2 білий пішак · f2 білий пішак · g2 білий пішак · h2 білий пішак | a7 чорний пішак · b7 чорний пішак · f7 чорний пішак · g7 чорний пішак · h7 чорний пішак · c6 чорний пішак · d5 чорний пішак · d4 білий пішак · e3 білий пішак · a2 білий пішак · b2 білий пішак · f2 білий пішак · g2 білий пішак · h2 білий пішак | a7 чорний пішак · b7 чорний пішак · f7 чорний пішак · g7 чорний пішак · h7 чорний пішак · c6 чорний пішак · d5 чорний пішак · d4 білий пішак · e3 білий пішак · a2 білий пішак · b2 білий пішак · f2 білий пішак · g2 білий пішак · h2 білий пішак | a7 чорний пішак · b7 чорний пішак · f7 чорний пішак · g7 чорний пішак · h7 чорний пішак · c6 чорний пішак · d5 чорний пішак · d4 білий пішак · e3 білий пішак · a2 білий пішак · b2 білий пішак · f2 білий пішак · g2 білий пішак · h2 білий пішак | a7 чорний пішак · b7 чорний пішак · f7 чорний пішак · g7 чорний пішак · h7 чорний пішак · c6 чорний пішак · d5 чорний пішак · d4 білий пішак · e3 білий пішак · a2 білий пішак · b2 білий пішак · f2 білий пішак · g2 білий пішак · h2 білий пішак | a7 чорний пішак · b7 чорний пішак · f7 чорний пішак · g7 чорний пішак · h7 чорний пішак · c6 чорний пішак · d5 чорний пішак · d4 білий пішак · e3 білий пішак · a2 білий пішак · b2 білий пішак · f2 білий пішак · g2 білий пішак · h2 білий пішак | a7 чорний пішак · b7 чорний пішак · f7 чорний пішак · g7 чорний пішак · h7 чорний пішак · c6 чорний пішак · d5 чорний пішак · d4 білий пішак · e3 білий пішак · a2 білий пішак · b2 білий пішак · f2 білий пішак · g2 білий пішак · h2 білий пішак | a7 чорний пішак · b7 чорний пішак · f7 чорний пішак · g7 чорний пішак · h7 чорний пішак · c6 чорний пішак · d5 чорний пішак · d4 білий пішак · e3 білий пішак · a2 білий пішак · b2 білий пішак · f2 білий пішак · g2 білий пішак · h2 білий пішак | 3 |
| 2 | a7 чорний пішак · b7 чорний пішак · f7 чорний пішак · g7 чорний пішак · h7 чорний пішак · c6 чорний пішак · d5 чорний пішак · d4 білий пішак · e3 білий пішак · a2 білий пішак · b2 білий пішак · f2 білий пішак · g2 білий пішак · h2 білий пішак | a7 чорний пішак · b7 чорний пішак · f7 чорний пішак · g7 чорний пішак · h7 чорний пішак · c6 чорний пішак · d5 чорний пішак · d4 білий пішак · e3 білий пішак · a2 білий пішак · b2 білий пішак · f2 білий пішак · g2 білий пішак · h2 білий пішак | a7 чорний пішак · b7 чорний пішак · f7 чорний пішак · g7 чорний пішак · h7 чорний пішак · c6 чорний пішак · d5 чорний пішак · d4 білий пішак · e3 білий пішак · a2 білий пішак · b2 білий пішак · f2 білий пішак · g2 білий пішак · h2 білий пішак | a7 чорний пішак · b7 чорний пішак · f7 чорний пішак · g7 чорний пішак · h7 чорний пішак · c6 чорний пішак · d5 чорний пішак · d4 білий пішак · e3 білий пішак · a2 білий пішак · b2 білий пішак · f2 білий пішак · g2 білий пішак · h2 білий пішак | a7 чорний пішак · b7 чорний пішак · f7 чорний пішак · g7 чорний пішак · h7 чорний пішак · c6 чорний пішак · d5 чорний пішак · d4 білий пішак · e3 білий пішак · a2 білий пішак · b2 білий пішак · f2 білий пішак · g2 білий пішак · h2 білий пішак | a7 чорний пішак · b7 чорний пішак · f7 чорний пішак · g7 чорний пішак · h7 чорний пішак · c6 чорний пішак · d5 чорний пішак · d4 білий пішак · e3 білий пішак · a2 білий пішак · b2 білий пішак · f2 білий пішак · g2 білий пішак · h2 білий пішак | a7 чорний пішак · b7 чорний пішак · f7 чорний пішак · g7 чорний пішак · h7 чорний пішак · c6 чорний пішак · d5 чорний пішак · d4 білий пішак · e3 білий пішак · a2 білий пішак · b2 білий пішак · f2 білий пішак · g2 білий пішак · h2 білий пішак | a7 чорний пішак · b7 чорний пішак · f7 чорний пішак · g7 чорний пішак · h7 чорний пішак · c6 чорний пішак · d5 чорний пішак · d4 білий пішак · e3 білий пішак · a2 білий пішак · b2 білий пішак · f2 білий пішак · g2 білий пішак · h2 білий пішак | 2 |
| 1 | a7 чорний пішак · b7 чорний пішак · f7 чорний пішак · g7 чорний пішак · h7 чорний пішак · c6 чорний пішак · d5 чорний пішак · d4 білий пішак · e3 білий пішак · a2 білий пішак · b2 білий пішак · f2 білий пішак · g2 білий пішак · h2 білий пішак | a7 чорний пішак · b7 чорний пішак · f7 чорний пішак · g7 чорний пішак · h7 чорний пішак · c6 чорний пішак · d5 чорний пішак · d4 білий пішак · e3 білий пішак · a2 білий пішак · b2 білий пішак · f2 білий пішак · g2 білий пішак · h2 білий пішак | a7 чорний пішак · b7 чорний пішак · f7 чорний пішак · g7 чорний пішак · h7 чорний пішак · c6 чорний пішак · d5 чорний пішак · d4 білий пішак · e3 білий пішак · a2 білий пішак · b2 білий пішак · f2 білий пішак · g2 білий пішак · h2 білий пішак | a7 чорний пішак · b7 чорний пішак · f7 чорний пішак · g7 чорний пішак · h7 чорний пішак · c6 чорний пішак · d5 чорний пішак · d4 білий пішак · e3 білий пішак · a2 білий пішак · b2 білий пішак · f2 білий пішак · g2 білий пішак · h2 білий пішак | a7 чорний пішак · b7 чорний пішак · f7 чорний пішак · g7 чорний пішак · h7 чорний пішак · c6 чорний пішак · d5 чорний пішак · d4 білий пішак · e3 білий пішак · a2 білий пішак · b2 білий пішак · f2 білий пішак · g2 білий пішак · h2 білий пішак | a7 чорний пішак · b7 чорний пішак · f7 чорний пішак · g7 чорний пішак · h7 чорний пішак · c6 чорний пішак · d5 чорний пішак · d4 білий пішак · e3 білий пішак · a2 білий пішак · b2 білий пішак · f2 білий пішак · g2 білий пішак · h2 білий пішак | a7 чорний пішак · b7 чорний пішак · f7 чорний пішак · g7 чорний пішак · h7 чорний пішак · c6 чорний пішак · d5 чорний пішак · d4 білий пішак · e3 білий пішак · a2 білий пішак · b2 білий пішак · f2 білий пішак · g2 білий пішак · h2 білий пішак | a7 чорний пішак · b7 чорний пішак · f7 чорний пішак · g7 чорний пішак · h7 чорний пішак · c6 чорний пішак · d5 чорний пішак · d4 білий пішак · e3 білий пішак · a2 білий пішак · b2 білий пішак · f2 білий пішак · g2 білий пішак · h2 білий пішак | 1 |
|   | a | b | c | d | e | f | g | h |   |

Карлсбадська структура — шаховий термін, пішакова структура, яка характеризується двома симетричними пішаковими ланцюгами відносно центра, в якій найбільш просунуті пішаки блоковані.

## Назва
Вона привернула до себе увагу після міжнародного турніру в Карлсбаді 1923 р.
Слід зазначити, що подібна «карлсбадська» структура зустрічалася і раніше, задовго до 1923 р.,
і зразкове трактування одного з типових планів у цій структурі продемонстрував наприкінці минулого століття
видатний американський шахіст Г. Пільсбері.
Г. Пільсбері — Д. Шовальтер
(Нью — Йорк, 1898)
Ферзевий гамбіт
1. d4 d5 2. с4 е6 3. КсЗ Kf6 4. Сg5 Се7 5. еЗ Кbd7 6. Kf3 0—0 7. сd
7…ed 8. Cd3 с6 9. Фс2 Tе8 10. 0—0 Kf8
Солідний захист.
11. Ке5
Пільсбері і тут розташовує коня на улюбленому полі, проте цей хід полегшує захист чорних.
Більше обіцяє план, пов'язаний з 11. Tb1 і наступним маршем пішака «b» або ж 11.Tаe1 з наступом у центрі.
12. … Kg4
Правильна реакція. Розмін легких фігур на руку чорним.
12.С: е7 Ф: е7 13. K: g4 C: g4 14. Тае1 Фf6 (див. діаграму)
|   | a | b | c | d | e | f | g | h |   |
| 8 | a8 чорна тура · e8 чорна тура · f8 чорний кінь · g8 чорний король · a7 чорний пішак · b7 чорний пішак · f7 чорний пішак · g7 чорний пішак · h7 чорний пішак · c6 чорний пішак · f6 чорний ферзь · d5 чорний пішак · d4 білий пішак · g4 чорний слон · c3 білий кінь · d3 білий слон · e3 білий пішак · a2 білий пішак · b2 білий пішак · c2 білий ферзь · f2 білий пішак · g2 білий пішак · h2 білий пішак · e1 біла тура · f1 біла тура · g1 білий король | a8 чорна тура · e8 чорна тура · f8 чорний кінь · g8 чорний король · a7 чорний пішак · b7 чорний пішак · f7 чорний пішак · g7 чорний пішак · h7 чорний пішак · c6 чорний пішак · f6 чорний ферзь · d5 чорний пішак · d4 білий пішак · g4 чорний слон · c3 білий кінь · d3 білий слон · e3 білий пішак · a2 білий пішак · b2 білий пішак · c2 білий ферзь · f2 білий пішак · g2 білий пішак · h2 білий пішак · e1 біла тура · f1 біла тура · g1 білий король | a8 чорна тура · e8 чорна тура · f8 чорний кінь · g8 чорний король · a7 чорний пішак · b7 чорний пішак · f7 чорний пішак · g7 чорний пішак · h7 чорний пішак · c6 чорний пішак · f6 чорний ферзь · d5 чорний пішак · d4 білий пішак · g4 чорний слон · c3 білий кінь · d3 білий слон · e3 білий пішак · a2 білий пішак · b2 білий пішак · c2 білий ферзь · f2 білий пішак · g2 білий пішак · h2 білий пішак · e1 біла тура · f1 біла тура · g1 білий король | a8 чорна тура · e8 чорна тура · f8 чорний кінь · g8 чорний король · a7 чорний пішак · b7 чорний пішак · f7 чорний пішак · g7 чорний пішак · h7 чорний пішак · c6 чорний пішак · f6 чорний ферзь · d5 чорний пішак · d4 білий пішак · g4 чорний слон · c3 білий кінь · d3 білий слон · e3 білий пішак · a2 білий пішак · b2 білий пішак · c2 білий ферзь · f2 білий пішак · g2 білий пішак · h2 білий пішак · e1 біла тура · f1 біла тура · g1 білий король | a8 чорна тура · e8 чорна тура · f8 чорний кінь · g8 чорний король · a7 чорний пішак · b7 чорний пішак · f7 чорний пішак · g7 чорний пішак · h7 чорний пішак · c6 чорний пішак · f6 чорний ферзь · d5 чорний пішак · d4 білий пішак · g4 чорний слон · c3 білий кінь · d3 білий слон · e3 білий пішак · a2 білий пішак · b2 білий пішак · c2 білий ферзь · f2 білий пішак · g2 білий пішак · h2 білий пішак · e1 біла тура · f1 біла тура · g1 білий король | a8 чорна тура · e8 чорна тура · f8 чорний кінь · g8 чорний король · a7 чорний пішак · b7 чорний пішак · f7 чорний пішак · g7 чорний пішак · h7 чорний пішак · c6 чорний пішак · f6 чорний ферзь · d5 чорний пішак · d4 білий пішак · g4 чорний слон · c3 білий кінь · d3 білий слон · e3 білий пішак · a2 білий пішак · b2 білий пішак · c2 білий ферзь · f2 білий пішак · g2 білий пішак · h2 білий пішак · e1 біла тура · f1 біла тура · g1 білий король | a8 чорна тура · e8 чорна тура · f8 чорний кінь · g8 чорний король · a7 чорний пішак · b7 чорний пішак · f7 чорний пішак · g7 чорний пішак · h7 чорний пішак · c6 чорний пішак · f6 чорний ферзь · d5 чорний пішак · d4 білий пішак · g4 чорний слон · c3 білий кінь · d3 білий слон · e3 білий пішак · a2 білий пішак · b2 білий пішак · c2 білий ферзь · f2 білий пішак · g2 білий пішак · h2 білий пішак · e1 біла тура · f1 біла тура · g1 білий король | a8 чорна тура · e8 чорна тура · f8 чорний кінь · g8 чорний король · a7 чорний пішак · b7 чорний пішак · f7 чорний пішак · g7 чорний пішак · h7 чорний пішак · c6 чорний пішак · f6 чорний ферзь · d5 чорний пішак · d4 білий пішак · g4 чорний слон · c3 білий кінь · d3 білий слон · e3 білий пішак · a2 білий пішак · b2 білий пішак · c2 білий ферзь · f2 білий пішак · g2 білий пішак · h2 білий пішак · e1 біла тура · f1 біла тура · g1 білий король | 8 |
| 7 | a8 чорна тура · e8 чорна тура · f8 чорний кінь · g8 чорний король · a7 чорний пішак · b7 чорний пішак · f7 чорний пішак · g7 чорний пішак · h7 чорний пішак · c6 чорний пішак · f6 чорний ферзь · d5 чорний пішак · d4 білий пішак · g4 чорний слон · c3 білий кінь · d3 білий слон · e3 білий пішак · a2 білий пішак · b2 білий пішак · c2 білий ферзь · f2 білий пішак · g2 білий пішак · h2 білий пішак · e1 біла тура · f1 біла тура · g1 білий король | a8 чорна тура · e8 чорна тура · f8 чорний кінь · g8 чорний король · a7 чорний пішак · b7 чорний пішак · f7 чорний пішак · g7 чорний пішак · h7 чорний пішак · c6 чорний пішак · f6 чорний ферзь · d5 чорний пішак · d4 білий пішак · g4 чорний слон · c3 білий кінь · d3 білий слон · e3 білий пішак · a2 білий пішак · b2 білий пішак · c2 білий ферзь · f2 білий пішак · g2 білий пішак · h2 білий пішак · e1 біла тура · f1 біла тура · g1 білий король | a8 чорна тура · e8 чорна тура · f8 чорний кінь · g8 чорний король · a7 чорний пішак · b7 чорний пішак · f7 чорний пішак · g7 чорний пішак · h7 чорний пішак · c6 чорний пішак · f6 чорний ферзь · d5 чорний пішак · d4 білий пішак · g4 чорний слон · c3 білий кінь · d3 білий слон · e3 білий пішак · a2 білий пішак · b2 білий пішак · c2 білий ферзь · f2 білий пішак · g2 білий пішак · h2 білий пішак · e1 біла тура · f1 біла тура · g1 білий король | a8 чорна тура · e8 чорна тура · f8 чорний кінь · g8 чорний король · a7 чорний пішак · b7 чорний пішак · f7 чорний пішак · g7 чорний пішак · h7 чорний пішак · c6 чорний пішак · f6 чорний ферзь · d5 чорний пішак · d4 білий пішак · g4 чорний слон · c3 білий кінь · d3 білий слон · e3 білий пішак · a2 білий пішак · b2 білий пішак · c2 білий ферзь · f2 білий пішак · g2 білий пішак · h2 білий пішак · e1 біла тура · f1 біла тура · g1 білий король | a8 чорна тура · e8 чорна тура · f8 чорний кінь · g8 чорний король · a7 чорний пішак · b7 чорний пішак · f7 чорний пішак · g7 чорний пішак · h7 чорний пішак · c6 чорний пішак · f6 чорний ферзь · d5 чорний пішак · d4 білий пішак · g4 чорний слон · c3 білий кінь · d3 білий слон · e3 білий пішак · a2 білий пішак · b2 білий пішак · c2 білий ферзь · f2 білий пішак · g2 білий пішак · h2 білий пішак · e1 біла тура · f1 біла тура · g1 білий король | a8 чорна тура · e8 чорна тура · f8 чорний кінь · g8 чорний король · a7 чорний пішак · b7 чорний пішак · f7 чорний пішак · g7 чорний пішак · h7 чорний пішак · c6 чорний пішак · f6 чорний ферзь · d5 чорний пішак · d4 білий пішак · g4 чорний слон · c3 білий кінь · d3 білий слон · e3 білий пішак · a2 білий пішак · b2 білий пішак · c2 білий ферзь · f2 білий пішак · g2 білий пішак · h2 білий пішак · e1 біла тура · f1 біла тура · g1 білий король | a8 чорна тура · e8 чорна тура · f8 чорний кінь · g8 чорний король · a7 чорний пішак · b7 чорний пішак · f7 чорний пішак · g7 чорний пішак · h7 чорний пішак · c6 чорний пішак · f6 чорний ферзь · d5 чорний пішак · d4 білий пішак · g4 чорний слон · c3 білий кінь · d3 білий слон · e3 білий пішак · a2 білий пішак · b2 білий пішак · c2 білий ферзь · f2 білий пішак · g2 білий пішак · h2 білий пішак · e1 біла тура · f1 біла тура · g1 білий король | a8 чорна тура · e8 чорна тура · f8 чорний кінь · g8 чорний король · a7 чорний пішак · b7 чорний пішак · f7 чорний пішак · g7 чорний пішак · h7 чорний пішак · c6 чорний пішак · f6 чорний ферзь · d5 чорний пішак · d4 білий пішак · g4 чорний слон · c3 білий кінь · d3 білий слон · e3 білий пішак · a2 білий пішак · b2 білий пішак · c2 білий ферзь · f2 білий пішак · g2 білий пішак · h2 білий пішак · e1 біла тура · f1 біла тура · g1 білий король | 7 |
| 6 | a8 чорна тура · e8 чорна тура · f8 чорний кінь · g8 чорний король · a7 чорний пішак · b7 чорний пішак · f7 чорний пішак · g7 чорний пішак · h7 чорний пішак · c6 чорний пішак · f6 чорний ферзь · d5 чорний пішак · d4 білий пішак · g4 чорний слон · c3 білий кінь · d3 білий слон · e3 білий пішак · a2 білий пішак · b2 білий пішак · c2 білий ферзь · f2 білий пішак · g2 білий пішак · h2 білий пішак · e1 біла тура · f1 біла тура · g1 білий король | a8 чорна тура · e8 чорна тура · f8 чорний кінь · g8 чорний король · a7 чорний пішак · b7 чорний пішак · f7 чорний пішак · g7 чорний пішак · h7 чорний пішак · c6 чорний пішак · f6 чорний ферзь · d5 чорний пішак · d4 білий пішак · g4 чорний слон · c3 білий кінь · d3 білий слон · e3 білий пішак · a2 білий пішак · b2 білий пішак · c2 білий ферзь · f2 білий пішак · g2 білий пішак · h2 білий пішак · e1 біла тура · f1 біла тура · g1 білий король | a8 чорна тура · e8 чорна тура · f8 чорний кінь · g8 чорний король · a7 чорний пішак · b7 чорний пішак · f7 чорний пішак · g7 чорний пішак · h7 чорний пішак · c6 чорний пішак · f6 чорний ферзь · d5 чорний пішак · d4 білий пішак · g4 чорний слон · c3 білий кінь · d3 білий слон · e3 білий пішак · a2 білий пішак · b2 білий пішак · c2 білий ферзь · f2 білий пішак · g2 білий пішак · h2 білий пішак · e1 біла тура · f1 біла тура · g1 білий король | a8 чорна тура · e8 чорна тура · f8 чорний кінь · g8 чорний король · a7 чорний пішак · b7 чорний пішак · f7 чорний пішак · g7 чорний пішак · h7 чорний пішак · c6 чорний пішак · f6 чорний ферзь · d5 чорний пішак · d4 білий пішак · g4 чорний слон · c3 білий кінь · d3 білий слон · e3 білий пішак · a2 білий пішак · b2 білий пішак · c2 білий ферзь · f2 білий пішак · g2 білий пішак · h2 білий пішак · e1 біла тура · f1 біла тура · g1 білий король | a8 чорна тура · e8 чорна тура · f8 чорний кінь · g8 чорний король · a7 чорний пішак · b7 чорний пішак · f7 чорний пішак · g7 чорний пішак · h7 чорний пішак · c6 чорний пішак · f6 чорний ферзь · d5 чорний пішак · d4 білий пішак · g4 чорний слон · c3 білий кінь · d3 білий слон · e3 білий пішак · a2 білий пішак · b2 білий пішак · c2 білий ферзь · f2 білий пішак · g2 білий пішак · h2 білий пішак · e1 біла тура · f1 біла тура · g1 білий король | a8 чорна тура · e8 чорна тура · f8 чорний кінь · g8 чорний король · a7 чорний пішак · b7 чорний пішак · f7 чорний пішак · g7 чорний пішак · h7 чорний пішак · c6 чорний пішак · f6 чорний ферзь · d5 чорний пішак · d4 білий пішак · g4 чорний слон · c3 білий кінь · d3 білий слон · e3 білий пішак · a2 білий пішак · b2 білий пішак · c2 білий ферзь · f2 білий пішак · g2 білий пішак · h2 білий пішак · e1 біла тура · f1 біла тура · g1 білий король | a8 чорна тура · e8 чорна тура · f8 чорний кінь · g8 чорний король · a7 чорний пішак · b7 чорний пішак · f7 чорний пішак · g7 чорний пішак · h7 чорний пішак · c6 чорний пішак · f6 чорний ферзь · d5 чорний пішак · d4 білий пішак · g4 чорний слон · c3 білий кінь · d3 білий слон · e3 білий пішак · a2 білий пішак · b2 білий пішак · c2 білий ферзь · f2 білий пішак · g2 білий пішак · h2 білий пішак · e1 біла тура · f1 біла тура · g1 білий король | a8 чорна тура · e8 чорна тура · f8 чорний кінь · g8 чорний король · a7 чорний пішак · b7 чорний пішак · f7 чорний пішак · g7 чорний пішак · h7 чорний пішак · c6 чорний пішак · f6 чорний ферзь · d5 чорний пішак · d4 білий пішак · g4 чорний слон · c3 білий кінь · d3 білий слон · e3 білий пішак · a2 білий пішак · b2 білий пішак · c2 білий ферзь · f2 білий пішак · g2 білий пішак · h2 білий пішак · e1 біла тура · f1 біла тура · g1 білий король | 6 |
| 5 | a8 чорна тура · e8 чорна тура · f8 чорний кінь · g8 чорний король · a7 чорний пішак · b7 чорний пішак · f7 чорний пішак · g7 чорний пішак · h7 чорний пішак · c6 чорний пішак · f6 чорний ферзь · d5 чорний пішак · d4 білий пішак · g4 чорний слон · c3 білий кінь · d3 білий слон · e3 білий пішак · a2 білий пішак · b2 білий пішак · c2 білий ферзь · f2 білий пішак · g2 білий пішак · h2 білий пішак · e1 біла тура · f1 біла тура · g1 білий король | a8 чорна тура · e8 чорна тура · f8 чорний кінь · g8 чорний король · a7 чорний пішак · b7 чорний пішак · f7 чорний пішак · g7 чорний пішак · h7 чорний пішак · c6 чорний пішак · f6 чорний ферзь · d5 чорний пішак · d4 білий пішак · g4 чорний слон · c3 білий кінь · d3 білий слон · e3 білий пішак · a2 білий пішак · b2 білий пішак · c2 білий ферзь · f2 білий пішак · g2 білий пішак · h2 білий пішак · e1 біла тура · f1 біла тура · g1 білий король | a8 чорна тура · e8 чорна тура · f8 чорний кінь · g8 чорний король · a7 чорний пішак · b7 чорний пішак · f7 чорний пішак · g7 чорний пішак · h7 чорний пішак · c6 чорний пішак · f6 чорний ферзь · d5 чорний пішак · d4 білий пішак · g4 чорний слон · c3 білий кінь · d3 білий слон · e3 білий пішак · a2 білий пішак · b2 білий пішак · c2 білий ферзь · f2 білий пішак · g2 білий пішак · h2 білий пішак · e1 біла тура · f1 біла тура · g1 білий король | a8 чорна тура · e8 чорна тура · f8 чорний кінь · g8 чорний король · a7 чорний пішак · b7 чорний пішак · f7 чорний пішак · g7 чорний пішак · h7 чорний пішак · c6 чорний пішак · f6 чорний ферзь · d5 чорний пішак · d4 білий пішак · g4 чорний слон · c3 білий кінь · d3 білий слон · e3 білий пішак · a2 білий пішак · b2 білий пішак · c2 білий ферзь · f2 білий пішак · g2 білий пішак · h2 білий пішак · e1 біла тура · f1 біла тура · g1 білий король | a8 чорна тура · e8 чорна тура · f8 чорний кінь · g8 чорний король · a7 чорний пішак · b7 чорний пішак · f7 чорний пішак · g7 чорний пішак · h7 чорний пішак · c6 чорний пішак · f6 чорний ферзь · d5 чорний пішак · d4 білий пішак · g4 чорний слон · c3 білий кінь · d3 білий слон · e3 білий пішак · a2 білий пішак · b2 білий пішак · c2 білий ферзь · f2 білий пішак · g2 білий пішак · h2 білий пішак · e1 біла тура · f1 біла тура · g1 білий король | a8 чорна тура · e8 чорна тура · f8 чорний кінь · g8 чорний король · a7 чорний пішак · b7 чорний пішак · f7 чорний пішак · g7 чорний пішак · h7 чорний пішак · c6 чорний пішак · f6 чорний ферзь · d5 чорний пішак · d4 білий пішак · g4 чорний слон · c3 білий кінь · d3 білий слон · e3 білий пішак · a2 білий пішак · b2 білий пішак · c2 білий ферзь · f2 білий пішак · g2 білий пішак · h2 білий пішак · e1 біла тура · f1 біла тура · g1 білий король | a8 чорна тура · e8 чорна тура · f8 чорний кінь · g8 чорний король · a7 чорний пішак · b7 чорний пішак · f7 чорний пішак · g7 чорний пішак · h7 чорний пішак · c6 чорний пішак · f6 чорний ферзь · d5 чорний пішак · d4 білий пішак · g4 чорний слон · c3 білий кінь · d3 білий слон · e3 білий пішак · a2 білий пішак · b2 білий пішак · c2 білий ферзь · f2 білий пішак · g2 білий пішак · h2 білий пішак · e1 біла тура · f1 біла тура · g1 білий король | a8 чорна тура · e8 чорна тура · f8 чорний кінь · g8 чорний король · a7 чорний пішак · b7 чорний пішак · f7 чорний пішак · g7 чорний пішак · h7 чорний пішак · c6 чорний пішак · f6 чорний ферзь · d5 чорний пішак · d4 білий пішак · g4 чорний слон · c3 білий кінь · d3 білий слон · e3 білий пішак · a2 білий пішак · b2 білий пішак · c2 білий ферзь · f2 білий пішак · g2 білий пішак · h2 білий пішак · e1 біла тура · f1 біла тура · g1 білий король | 5 |
| 4 | a8 чорна тура · e8 чорна тура · f8 чорний кінь · g8 чорний король · a7 чорний пішак · b7 чорний пішак · f7 чорний пішак · g7 чорний пішак · h7 чорний пішак · c6 чорний пішак · f6 чорний ферзь · d5 чорний пішак · d4 білий пішак · g4 чорний слон · c3 білий кінь · d3 білий слон · e3 білий пішак · a2 білий пішак · b2 білий пішак · c2 білий ферзь · f2 білий пішак · g2 білий пішак · h2 білий пішак · e1 біла тура · f1 біла тура · g1 білий король | a8 чорна тура · e8 чорна тура · f8 чорний кінь · g8 чорний король · a7 чорний пішак · b7 чорний пішак · f7 чорний пішак · g7 чорний пішак · h7 чорний пішак · c6 чорний пішак · f6 чорний ферзь · d5 чорний пішак · d4 білий пішак · g4 чорний слон · c3 білий кінь · d3 білий слон · e3 білий пішак · a2 білий пішак · b2 білий пішак · c2 білий ферзь · f2 білий пішак · g2 білий пішак · h2 білий пішак · e1 біла тура · f1 біла тура · g1 білий король | a8 чорна тура · e8 чорна тура · f8 чорний кінь · g8 чорний король · a7 чорний пішак · b7 чорний пішак · f7 чорний пішак · g7 чорний пішак · h7 чорний пішак · c6 чорний пішак · f6 чорний ферзь · d5 чорний пішак · d4 білий пішак · g4 чорний слон · c3 білий кінь · d3 білий слон · e3 білий пішак · a2 білий пішак · b2 білий пішак · c2 білий ферзь · f2 білий пішак · g2 білий пішак · h2 білий пішак · e1 біла тура · f1 біла тура · g1 білий король | a8 чорна тура · e8 чорна тура · f8 чорний кінь · g8 чорний король · a7 чорний пішак · b7 чорний пішак · f7 чорний пішак · g7 чорний пішак · h7 чорний пішак · c6 чорний пішак · f6 чорний ферзь · d5 чорний пішак · d4 білий пішак · g4 чорний слон · c3 білий кінь · d3 білий слон · e3 білий пішак · a2 білий пішак · b2 білий пішак · c2 білий ферзь · f2 білий пішак · g2 білий пішак · h2 білий пішак · e1 біла тура · f1 біла тура · g1 білий король | a8 чорна тура · e8 чорна тура · f8 чорний кінь · g8 чорний король · a7 чорний пішак · b7 чорний пішак · f7 чорний пішак · g7 чорний пішак · h7 чорний пішак · c6 чорний пішак · f6 чорний ферзь · d5 чорний пішак · d4 білий пішак · g4 чорний слон · c3 білий кінь · d3 білий слон · e3 білий пішак · a2 білий пішак · b2 білий пішак · c2 білий ферзь · f2 білий пішак · g2 білий пішак · h2 білий пішак · e1 біла тура · f1 біла тура · g1 білий король | a8 чорна тура · e8 чорна тура · f8 чорний кінь · g8 чорний король · a7 чорний пішак · b7 чорний пішак · f7 чорний пішак · g7 чорний пішак · h7 чорний пішак · c6 чорний пішак · f6 чорний ферзь · d5 чорний пішак · d4 білий пішак · g4 чорний слон · c3 білий кінь · d3 білий слон · e3 білий пішак · a2 білий пішак · b2 білий пішак · c2 білий ферзь · f2 білий пішак · g2 білий пішак · h2 білий пішак · e1 біла тура · f1 біла тура · g1 білий король | a8 чорна тура · e8 чорна тура · f8 чорний кінь · g8 чорний король · a7 чорний пішак · b7 чорний пішак · f7 чорний пішак · g7 чорний пішак · h7 чорний пішак · c6 чорний пішак · f6 чорний ферзь · d5 чорний пішак · d4 білий пішак · g4 чорний слон · c3 білий кінь · d3 білий слон · e3 білий пішак · a2 білий пішак · b2 білий пішак · c2 білий ферзь · f2 білий пішак · g2 білий пішак · h2 білий пішак · e1 біла тура · f1 біла тура · g1 білий король | a8 чорна тура · e8 чорна тура · f8 чорний кінь · g8 чорний король · a7 чорний пішак · b7 чорний пішак · f7 чорний пішак · g7 чорний пішак · h7 чорний пішак · c6 чорний пішак · f6 чорний ферзь · d5 чорний пішак · d4 білий пішак · g4 чорний слон · c3 білий кінь · d3 білий слон · e3 білий пішак · a2 білий пішак · b2 білий пішак · c2 білий ферзь · f2 білий пішак · g2 білий пішак · h2 білий пішак · e1 біла тура · f1 біла тура · g1 білий король | 4 |
| 3 | a8 чорна тура · e8 чорна тура · f8 чорний кінь · g8 чорний король · a7 чорний пішак · b7 чорний пішак · f7 чорний пішак · g7 чорний пішак · h7 чорний пішак · c6 чорний пішак · f6 чорний ферзь · d5 чорний пішак · d4 білий пішак · g4 чорний слон · c3 білий кінь · d3 білий слон · e3 білий пішак · a2 білий пішак · b2 білий пішак · c2 білий ферзь · f2 білий пішак · g2 білий пішак · h2 білий пішак · e1 біла тура · f1 біла тура · g1 білий король | a8 чорна тура · e8 чорна тура · f8 чорний кінь · g8 чорний король · a7 чорний пішак · b7 чорний пішак · f7 чорний пішак · g7 чорний пішак · h7 чорний пішак · c6 чорний пішак · f6 чорний ферзь · d5 чорний пішак · d4 білий пішак · g4 чорний слон · c3 білий кінь · d3 білий слон · e3 білий пішак · a2 білий пішак · b2 білий пішак · c2 білий ферзь · f2 білий пішак · g2 білий пішак · h2 білий пішак · e1 біла тура · f1 біла тура · g1 білий король | a8 чорна тура · e8 чорна тура · f8 чорний кінь · g8 чорний король · a7 чорний пішак · b7 чорний пішак · f7 чорний пішак · g7 чорний пішак · h7 чорний пішак · c6 чорний пішак · f6 чорний ферзь · d5 чорний пішак · d4 білий пішак · g4 чорний слон · c3 білий кінь · d3 білий слон · e3 білий пішак · a2 білий пішак · b2 білий пішак · c2 білий ферзь · f2 білий пішак · g2 білий пішак · h2 білий пішак · e1 біла тура · f1 біла тура · g1 білий король | a8 чорна тура · e8 чорна тура · f8 чорний кінь · g8 чорний король · a7 чорний пішак · b7 чорний пішак · f7 чорний пішак · g7 чорний пішак · h7 чорний пішак · c6 чорний пішак · f6 чорний ферзь · d5 чорний пішак · d4 білий пішак · g4 чорний слон · c3 білий кінь · d3 білий слон · e3 білий пішак · a2 білий пішак · b2 білий пішак · c2 білий ферзь · f2 білий пішак · g2 білий пішак · h2 білий пішак · e1 біла тура · f1 біла тура · g1 білий король | a8 чорна тура · e8 чорна тура · f8 чорний кінь · g8 чорний король · a7 чорний пішак · b7 чорний пішак · f7 чорний пішак · g7 чорний пішак · h7 чорний пішак · c6 чорний пішак · f6 чорний ферзь · d5 чорний пішак · d4 білий пішак · g4 чорний слон · c3 білий кінь · d3 білий слон · e3 білий пішак · a2 білий пішак · b2 білий пішак · c2 білий ферзь · f2 білий пішак · g2 білий пішак · h2 білий пішак · e1 біла тура · f1 біла тура · g1 білий король | a8 чорна тура · e8 чорна тура · f8 чорний кінь · g8 чорний король · a7 чорний пішак · b7 чорний пішак · f7 чорний пішак · g7 чорний пішак · h7 чорний пішак · c6 чорний пішак · f6 чорний ферзь · d5 чорний пішак · d4 білий пішак · g4 чорний слон · c3 білий кінь · d3 білий слон · e3 білий пішак · a2 білий пішак · b2 білий пішак · c2 білий ферзь · f2 білий пішак · g2 білий пішак · h2 білий пішак · e1 біла тура · f1 біла тура · g1 білий король | a8 чорна тура · e8 чорна тура · f8 чорний кінь · g8 чорний король · a7 чорний пішак · b7 чорний пішак · f7 чорний пішак · g7 чорний пішак · h7 чорний пішак · c6 чорний пішак · f6 чорний ферзь · d5 чорний пішак · d4 білий пішак · g4 чорний слон · c3 білий кінь · d3 білий слон · e3 білий пішак · a2 білий пішак · b2 білий пішак · c2 білий ферзь · f2 білий пішак · g2 білий пішак · h2 білий пішак · e1 біла тура · f1 біла тура · g1 білий король | a8 чорна тура · e8 чорна тура · f8 чорний кінь · g8 чорний король · a7 чорний пішак · b7 чорний пішак · f7 чорний пішак · g7 чорний пішак · h7 чорний пішак · c6 чорний пішак · f6 чорний ферзь · d5 чорний пішак · d4 білий пішак · g4 чорний слон · c3 білий кінь · d3 білий слон · e3 білий пішак · a2 білий пішак · b2 білий пішак · c2 білий ферзь · f2 білий пішак · g2 білий пішак · h2 білий пішак · e1 біла тура · f1 біла тура · g1 білий король | 3 |
| 2 | a8 чорна тура · e8 чорна тура · f8 чорний кінь · g8 чорний король · a7 чорний пішак · b7 чорний пішак · f7 чорний пішак · g7 чорний пішак · h7 чорний пішак · c6 чорний пішак · f6 чорний ферзь · d5 чорний пішак · d4 білий пішак · g4 чорний слон · c3 білий кінь · d3 білий слон · e3 білий пішак · a2 білий пішак · b2 білий пішак · c2 білий ферзь · f2 білий пішак · g2 білий пішак · h2 білий пішак · e1 біла тура · f1 біла тура · g1 білий король | a8 чорна тура · e8 чорна тура · f8 чорний кінь · g8 чорний король · a7 чорний пішак · b7 чорний пішак · f7 чорний пішак · g7 чорний пішак · h7 чорний пішак · c6 чорний пішак · f6 чорний ферзь · d5 чорний пішак · d4 білий пішак · g4 чорний слон · c3 білий кінь · d3 білий слон · e3 білий пішак · a2 білий пішак · b2 білий пішак · c2 білий ферзь · f2 білий пішак · g2 білий пішак · h2 білий пішак · e1 біла тура · f1 біла тура · g1 білий король | a8 чорна тура · e8 чорна тура · f8 чорний кінь · g8 чорний король · a7 чорний пішак · b7 чорний пішак · f7 чорний пішак · g7 чорний пішак · h7 чорний пішак · c6 чорний пішак · f6 чорний ферзь · d5 чорний пішак · d4 білий пішак · g4 чорний слон · c3 білий кінь · d3 білий слон · e3 білий пішак · a2 білий пішак · b2 білий пішак · c2 білий ферзь · f2 білий пішак · g2 білий пішак · h2 білий пішак · e1 біла тура · f1 біла тура · g1 білий король | a8 чорна тура · e8 чорна тура · f8 чорний кінь · g8 чорний король · a7 чорний пішак · b7 чорний пішак · f7 чорний пішак · g7 чорний пішак · h7 чорний пішак · c6 чорний пішак · f6 чорний ферзь · d5 чорний пішак · d4 білий пішак · g4 чорний слон · c3 білий кінь · d3 білий слон · e3 білий пішак · a2 білий пішак · b2 білий пішак · c2 білий ферзь · f2 білий пішак · g2 білий пішак · h2 білий пішак · e1 біла тура · f1 біла тура · g1 білий король | a8 чорна тура · e8 чорна тура · f8 чорний кінь · g8 чорний король · a7 чорний пішак · b7 чорний пішак · f7 чорний пішак · g7 чорний пішак · h7 чорний пішак · c6 чорний пішак · f6 чорний ферзь · d5 чорний пішак · d4 білий пішак · g4 чорний слон · c3 білий кінь · d3 білий слон · e3 білий пішак · a2 білий пішак · b2 білий пішак · c2 білий ферзь · f2 білий пішак · g2 білий пішак · h2 білий пішак · e1 біла тура · f1 біла тура · g1 білий король | a8 чорна тура · e8 чорна тура · f8 чорний кінь · g8 чорний король · a7 чорний пішак · b7 чорний пішак · f7 чорний пішак · g7 чорний пішак · h7 чорний пішак · c6 чорний пішак · f6 чорний ферзь · d5 чорний пішак · d4 білий пішак · g4 чорний слон · c3 білий кінь · d3 білий слон · e3 білий пішак · a2 білий пішак · b2 білий пішак · c2 білий ферзь · f2 білий пішак · g2 білий пішак · h2 білий пішак · e1 біла тура · f1 біла тура · g1 білий король | a8 чорна тура · e8 чорна тура · f8 чорний кінь · g8 чорний король · a7 чорний пішак · b7 чорний пішак · f7 чорний пішак · g7 чорний пішак · h7 чорний пішак · c6 чорний пішак · f6 чорний ферзь · d5 чорний пішак · d4 білий пішак · g4 чорний слон · c3 білий кінь · d3 білий слон · e3 білий пішак · a2 білий пішак · b2 білий пішак · c2 білий ферзь · f2 білий пішак · g2 білий пішак · h2 білий пішак · e1 біла тура · f1 біла тура · g1 білий король | a8 чорна тура · e8 чорна тура · f8 чорний кінь · g8 чорний король · a7 чорний пішак · b7 чорний пішак · f7 чорний пішак · g7 чорний пішак · h7 чорний пішак · c6 чорний пішак · f6 чорний ферзь · d5 чорний пішак · d4 білий пішак · g4 чорний слон · c3 білий кінь · d3 білий слон · e3 білий пішак · a2 білий пішак · b2 білий пішак · c2 білий ферзь · f2 білий пішак · g2 білий пішак · h2 білий пішак · e1 біла тура · f1 біла тура · g1 білий король | 2 |
| 1 | a8 чорна тура · e8 чорна тура · f8 чорний кінь · g8 чорний король · a7 чорний пішак · b7 чорний пішак · f7 чорний пішак · g7 чорний пішак · h7 чорний пішак · c6 чорний пішак · f6 чорний ферзь · d5 чорний пішак · d4 білий пішак · g4 чорний слон · c3 білий кінь · d3 білий слон · e3 білий пішак · a2 білий пішак · b2 білий пішак · c2 білий ферзь · f2 білий пішак · g2 білий пішак · h2 білий пішак · e1 біла тура · f1 біла тура · g1 білий король | a8 чорна тура · e8 чорна тура · f8 чорний кінь · g8 чорний король · a7 чорний пішак · b7 чорний пішак · f7 чорний пішак · g7 чорний пішак · h7 чорний пішак · c6 чорний пішак · f6 чорний ферзь · d5 чорний пішак · d4 білий пішак · g4 чорний слон · c3 білий кінь · d3 білий слон · e3 білий пішак · a2 білий пішак · b2 білий пішак · c2 білий ферзь · f2 білий пішак · g2 білий пішак · h2 білий пішак · e1 біла тура · f1 біла тура · g1 білий король | a8 чорна тура · e8 чорна тура · f8 чорний кінь · g8 чорний король · a7 чорний пішак · b7 чорний пішак · f7 чорний пішак · g7 чорний пішак · h7 чорний пішак · c6 чорний пішак · f6 чорний ферзь · d5 чорний пішак · d4 білий пішак · g4 чорний слон · c3 білий кінь · d3 білий слон · e3 білий пішак · a2 білий пішак · b2 білий пішак · c2 білий ферзь · f2 білий пішак · g2 білий пішак · h2 білий пішак · e1 біла тура · f1 біла тура · g1 білий король | a8 чорна тура · e8 чорна тура · f8 чорний кінь · g8 чорний король · a7 чорний пішак · b7 чорний пішак · f7 чорний пішак · g7 чорний пішак · h7 чорний пішак · c6 чорний пішак · f6 чорний ферзь · d5 чорний пішак · d4 білий пішак · g4 чорний слон · c3 білий кінь · d3 білий слон · e3 білий пішак · a2 білий пішак · b2 білий пішак · c2 білий ферзь · f2 білий пішак · g2 білий пішак · h2 білий пішак · e1 біла тура · f1 біла тура · g1 білий король | a8 чорна тура · e8 чорна тура · f8 чорний кінь · g8 чорний король · a7 чорний пішак · b7 чорний пішак · f7 чорний пішак · g7 чорний пішак · h7 чорний пішак · c6 чорний пішак · f6 чорний ферзь · d5 чорний пішак · d4 білий пішак · g4 чорний слон · c3 білий кінь · d3 білий слон · e3 білий пішак · a2 білий пішак · b2 білий пішак · c2 білий ферзь · f2 білий пішак · g2 білий пішак · h2 білий пішак · e1 біла тура · f1 біла тура · g1 білий король | a8 чорна тура · e8 чорна тура · f8 чорний кінь · g8 чорний король · a7 чорний пішак · b7 чорний пішак · f7 чорний пішак · g7 чорний пішак · h7 чорний пішак · c6 чорний пішак · f6 чорний ферзь · d5 чорний пішак · d4 білий пішак · g4 чорний слон · c3 білий кінь · d3 білий слон · e3 білий пішак · a2 білий пішак · b2 білий пішак · c2 білий ферзь · f2 білий пішак · g2 білий пішак · h2 білий пішак · e1 біла тура · f1 біла тура · g1 білий король | a8 чорна тура · e8 чорна тура · f8 чорний кінь · g8 чорний король · a7 чорний пішак · b7 чорний пішак · f7 чорний пішак · g7 чорний пішак · h7 чорний пішак · c6 чорний пішак · f6 чорний ферзь · d5 чорний пішак · d4 білий пішак · g4 чорний слон · c3 білий кінь · d3 білий слон · e3 білий пішак · a2 білий пішак · b2 білий пішак · c2 білий ферзь · f2 білий пішак · g2 білий пішак · h2 білий пішак · e1 біла тура · f1 біла тура · g1 білий король | a8 чорна тура · e8 чорна тура · f8 чорний кінь · g8 чорний король · a7 чорний пішак · b7 чорний пішак · f7 чорний пішак · g7 чорний пішак · h7 чорний пішак · c6 чорний пішак · f6 чорний ферзь · d5 чорний пішак · d4 білий пішак · g4 чорний слон · c3 білий кінь · d3 білий слон · e3 білий пішак · a2 білий пішак · b2 білий пішак · c2 білий ферзь · f2 білий пішак · g2 білий пішак · h2 білий пішак · e1 біла тура · f1 біла тура · g1 білий король | 1 |
|   | a | b | c | d | e | f | g | h |   |

15. а4?!

## Типові позиції з карлбадською структурою пішаків[2]
- Захист Грюнфельда:

1. d4 Kf6 2. с4 g6 3. КсЗ d5 4. KfЗ Сg7 5. Cg5 Ке4 6. ed К: g5 7.K: g5 e6 8.Kf3 ed
- Захист Каро-Кан: (з переміною кольору)

1. e4 c6 2.d4 d5 3.ed cd 4. Cd3 Kc6 5.c3
- Захист Німцовича:

1.d4 Kf6 2.c4 e6 3.Kc3 Cb4 4.Ac2 d5 5.cd ed
- Ферзевий гамбіт:

1.d4 d5 2.c4 e6 3.Kc3 Kf6 4.Cg5 Ce7 5.Kf3 0-0 6.e3 Kbd7 7.cd ed

## План гри[1][2]
- За білих:

1) атака пішакової меншості шляхом b2-b4-b5: с6;
2) атака в центрі шляхом еЗ-е4;
3) атака на королівському фланзі при односторонніх рокіровках;
4) атака на королівському фланзі при різнобічних рокіровках.
- За чорних

У свою чергу, у розпорядженні чорних є такі методи захисту: 
а) пішакова контратака на королівському фланзі;
б) фігурна атака на королівському фланзі;
в) позиційні методи захисту, пов'язані зі створенням захисного бар'єру шляхом b7-b5 або фігурного контролю над полями с4 та b5;
г) підрив центру;
д) контратака на позицію довгої рокіровки супротивника.
Вибір способу захисту залежить від плану обраного білими.